# Liste der Tochterklöster von Kloster Eberbach
Diese Liste enthält alle Klöster der Filiation des Klosters Eberbach im Rheingau. Außerdem enthält es alle bekannten Eberbach zumindest zeitweise direkt unterstellten Klöster, insbesondere Frauenkloster. Nach einer Urkunde von 1344 des Abts Wilhelm verfügte das Kloster Eberbach über 30 Tochterklöster.
Zu jedem Kloster ist der Name und die Region angegeben. Weiterhin enthält die Liste die Angaben zum Zeitraum der Begründung und Beendigung der Beziehung. Zu beachten ist, dass der Prozess zur Klostergründung oder Aufhebung oft mehrere Jahre dauerte.
Die Gründung Eberbachs erfolgte während der expansiven Phase des Zisterzienserordens. So konnten schon wenige Jahre nach der Gründung 1136 die ersten Tochterklöster gegründet werden. Nach einer Unterbrechung der Expansion im Heiligen Römischen Reich durch das Schisma von 1160 bis 1170 gelang Eberbach und seinen Tochterklöstern nur noch vereinzelt die Gründung weiterer Tochter- bzw. Enkelklöster.
Ab Ende des 12. Jahrhunderts wurde dem Kloster vermehrt Frauenklöster zur Visitation unterstellt. In zahlreichen Fällen erfolgte dieses, indem bestehende Klöster anderer Orden nach den Regeln der Zisterzienser reformiert wurden. Nur vereinzelt kam es zu echten Neugründungen von Frauenklöstern. Die erhaltenen Visitationsprotokolle unterscheiden zwischen vollständig inkorporierten Frauenklöstern und kommitierten Frauenklöstern, in denen Eberbach nur im Auftrag die Visitation vornahm.
Üblicherweise verblieben die Klöster bis zur Aufhebung in der Filiation. Die Aufhebungen erfolgten in zwei größeren Phasen. Die erste Phase setzte mit der Reformation zu Beginn der zweiten Hälfte des 16. Jahrhunderts ein. Eine zweite Phase fand im Übergang zum 19. Jahrhundert, besonders in der Folge des Friedens von Lunéville (1802 linksrheinisch) und des Reichsdeputationshauptschlusses (ab 1803 rechtsrheinisch), statt.
| Bild | Name                       | Region            | Begründet                                         | Aufgehoben | Beziehung |
| ---- | -------------------------- | ----------------- | ------------------------------------------------- | --- | --- |
|      | Kloster Eberbach           | Rheingau          | 1136 Klostergründung                              | 1803 Aufhebung nach Reichsdeputationshauptschluss                                                                  | Mutterkloster der Filiation                                                                                   |
|      | Kloster Schönau            | Odenwald          | 1142 Klostergründung                              | 1558 Klosteraufhebung im Zuge der Reformation                                                                      | Tochterkloster von Eberbach                                                                                   |
|      | Kloster Otterberg          | Pfalz             | 1144 Klostergründung                              | 1564 Klosteraufhebung im Zuge der Reformation                                                                      | Tochterkloster von Eberbach                                                                                   |
|      | Kloster Hoch               | Lüttich           | 1155 Klostergründung                              | 1216 Verlegt nach Val-Dieu                                                                                         | Tochterkloster von Eberbach                                                                                   |
|      | Kloster Val-Dieu           | Lüttich           | 1216 Verlegung des Klosters Hoch                  | 1296 Übergabe in die direkte Filiation von Clairvaux 2001 Übergabe an die „Christlichen Gemeinschaft von Val-Dieu“ | Tochterkloster von Eberbach, ist aufgrund der Entfernung bereits im Mittelalter aus dem Verbund ausgeschieden |
|      | Kloster Arnsburg           | Wetterau          | 1174 Klostergründung                              | 1803 Aufhebung nach Reichsdeputationshauptschluss                                                                  | Tochterkloster von Eberbach                                                                                   |
|      | Kloster Bebenhausen        | Württemberg       | 1190 Klostergründung                              | 1560 Klosteraufhebung im Zuge der Reformation                                                                      | Tochterkloster von Schönau                                                                                    |
|      | Kloster Disibodenberg      | Nahe              | 1259 Zisterziensische Reform                      | 1559 Klosteraufhebung im Zuge der Reformation                                                                      | Tochterkloster von Otterberg                                                                                  |
|      | Kloster Lorsch             | Bergstraße        | 1232 Zisterziensische Reform                      | 1234 Übergang an ein anderes Kloster                                                                               | Vorübergehende Besiedlung durch Eberbach                                                                      |
|      | Kloster Altmünster         | Mainz             | 1243 Zisterziensische Reform                      | 1781 Klosteraufhebung                                                                                              | inkorporiertes Frauenkloster unter Eberbacher Visitation                                                      |
|      | Kloster St. Agnes          | Mainz             | 1259 Zisterziensische Reform                      | 16. Jahrhundert | kommitiertes Frauenkloster unter Eberbacher Visitation                                                        |
|      | Kloster Weißfrauen         | Mainz             | 1291 Zisterziensische Reform                      | 1802 Aufhebung nach Friede von Lunéville                                                                           | kommitiertes Frauenkloster unter Eberbacher Visitation                                                        |
|      | Kloster Marienkron         | Mainz             | 1251 Zisterziensische Reform                      | 1802 Aufhebung nach Friede von Lunéville                                                                           | kommitiertes Frauenkloster unter Eberbacher Visitation                                                        |
|      | Kloster Gottesthal         | Rheingau          | Um 1247 Zisterziensische Reform                   | 1811 Klosteraufhebung nach Reichsdeputationshauptschluss                                                           | kommitiertes Frauenkloster unter Eberbacher Visitation                                                        |
|      | Kloster Marienhausen       | Rheingau          | 1189 Zisterziensische Reform                      | 1811 Klosteraufhebung nach Reichsdeputationshauptschluss                                                           | kommitiertes Frauenkloster unter Eberbacher Visitation                                                        |
|      | Kloster Tiefenthal         | Rheingau          | 1242 Zisterziensische Reform                      | 1803 Aufhebung nach Reichsdeputationshauptschluss                                                                  | inkorporiertes Frauenkloster unter Eberbacher Visitation                                                      |
|      | Kloster Maria Münster      | Worms             | 1236 Zisterziensische Reform                      | 1802 Aufhebung nach Friede von Lunéville                                                                           | inkorporiertes Frauenkloster unter Eberbacher Visitation                                                      |
|      | Kloster Mariacron          | Oppenheim         | 1265 Zisterziensische Reform                      | 16. Jahrhundert im Zuge der Reformation                                                                            | kommitiertes Frauenkloster unter Eberbacher Visitation                                                        |
|      | Kloster Rosenthal          | (Erzbistum Mainz) | 1241 Klostergründung                              | 1572 Klosteraufhebung im Zuge der Reformation                                                                      | inkorporiertes Frauenkloster unter Eberbacher Visitation                                                      |
|      | Kloster Sankt Johannes     | Rheinhessen       | 1290 Ersterwähnung                                | 1564 Klosteraufhebung im Zuge der Reformation                                                                      | kommitiertes Frauenkloster unter Eberbacher Visitation                                                        |
|      | Kloster Sion               | Rheinhessen       | 1247 Ersterwähnung                                | 1566 Klosteraufhebung im Zuge der Reformation                                                                      | Frauenkloster unter Eberbacher Visitation                                                                     |
|      | Kloster Weidas             | Rheinhessen       | 1237 Klostergründung                              | 1551 Aufgelöst zur Förderung der Universität Heidelberg                                                            | inkorporiertes Frauenkloster unter Eberbacher Visitation                                                      |
|      | Kloster Daimbach           | Pfalz             | 1298 Ersterwähnung                                | 1556 Aufgelöst zur Förderung der Universität Heidelberg                                                            | Frauenkloster unter Eberbacher und Disibodenberger Visitation                                                 |
|      | Kloster Kumbd              | Hunsrück          | 1196 Klostergründung                              | 1566 Klosteraufhebung im Zuge der Reformation                                                                      | kommitiertes Frauenkloster unter Eberbacher Visitation; Tochterkloster von Marienhausen                       |
|      | Kloster St. Katharinen     | Pfalz             | 1219 Klostergründung                              | 1574 Klosteraufhebung im Zuge der Reformation                                                                      | inkorporiertes Frauenkloster unter Eberbacher Visitation; Tochterkloster von Kumbd                            |
|      | Kloster Engelthal          | Rheinhessen       | Vor 1290 Klostergründung                          | Klosteraufhebung im Zuge der Reformation                                                                           | Vorübergehende Visitation                                                                                     |
|      | Kloster Gnadenthal         | Taunus            | 14. Jahrhundert Übernahme von Kloster Marienstatt | Klosteraufhebung im Zuge der Reformation                                                                           | Vorübergehende Visitation                                                                                     |
|      | Kloster Himmelgarten       | Rheinhessen       | 1283 Ersterwähnung                                | 1479 Klosteraufhebung zugunsten Nikolausstift Alzey                                                                | Gehörte aufgrund der Lage vermutlich zu den Tochterklöstern                                                   |
|      | Kloster zum Heiligen Geist | Rheinhessen       | 1262 Ersterwähnung                                | Verschmolzen mit Kloster Sankt Johannes                                                                            | Gehörte aufgrund der Lage vermutlich zu den Tochterklöstern                                                   |